# Sharp PC-1211

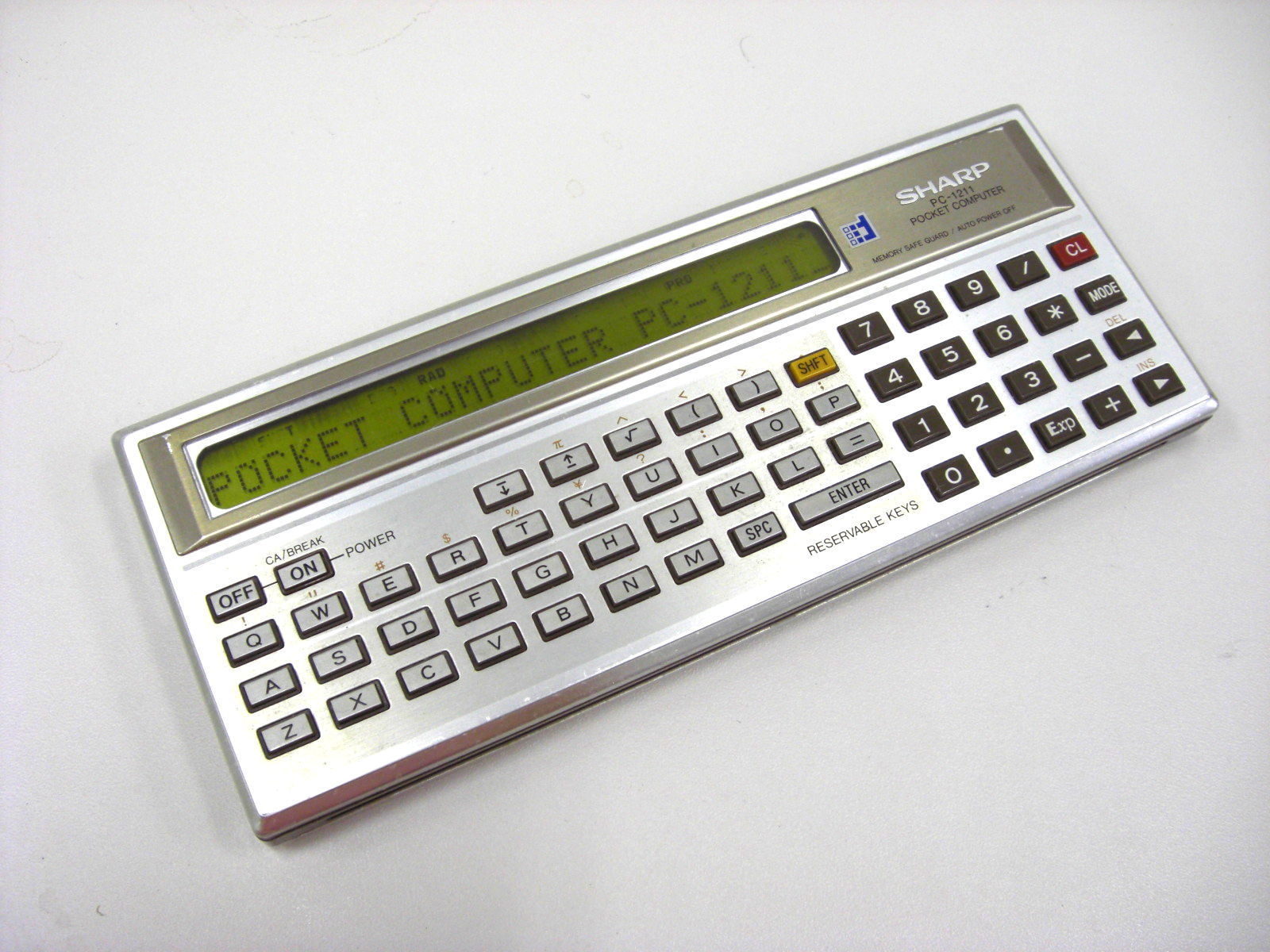
Lo Sharp PC-1211 acceso

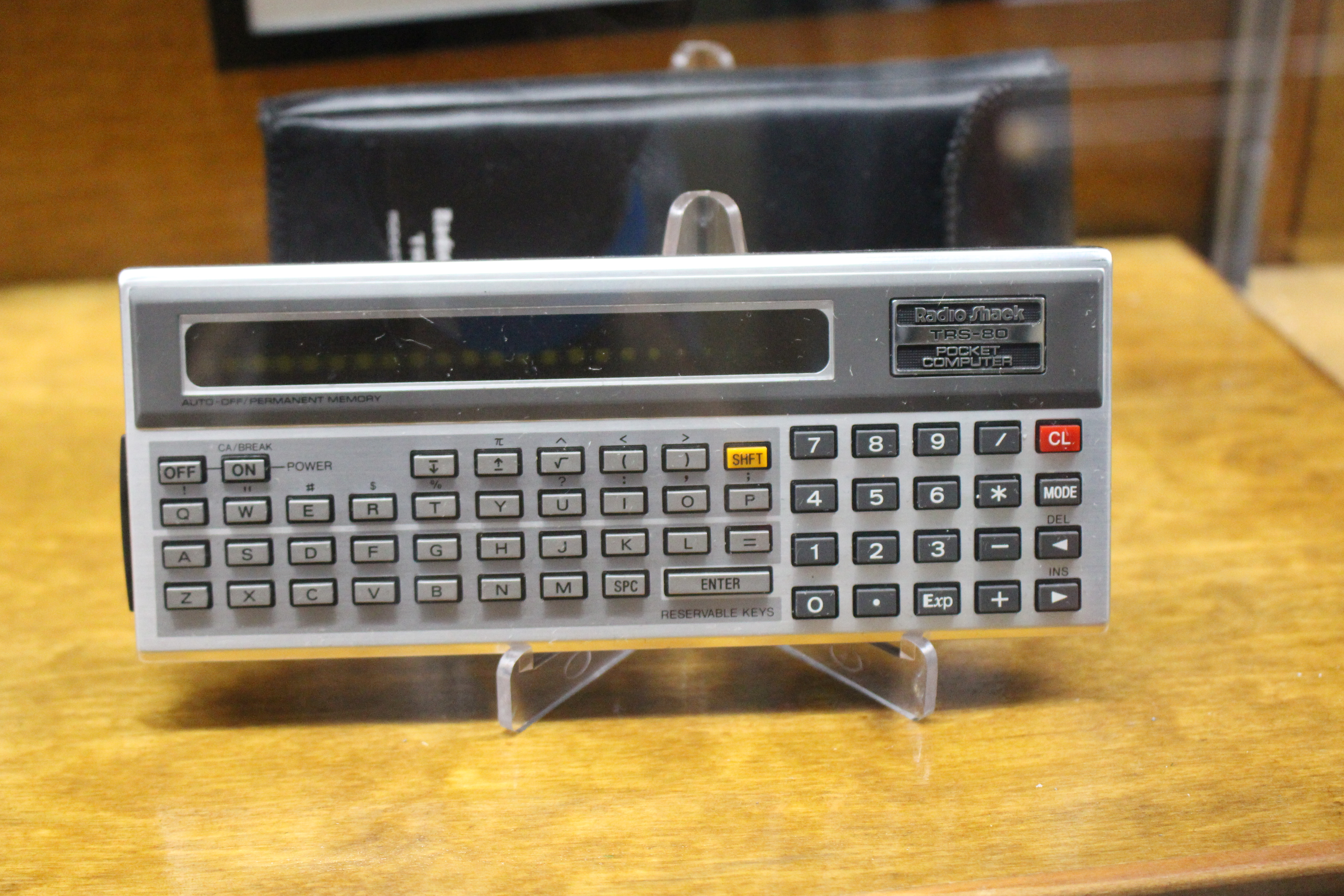
Il TRS-80 Pocket Computer esposto in un museo

Lo Sharp PC-1211 è un computer tascabile prodotto a partire dal 1980 originariamente dalla Sharp Corporation e come TRS-80 Pocket Computer anche dalla RadioShack (che successivamente chiamò il modello PC-1 quando produsse una linea di successori fino al PC-8).
È simile a una calcolatrice programmabile, ma ha caratteristiche che lo avvicinavano a un personal computer, tanto che poteva essere considerato una "superprogrammabile". È dotato di un linguaggio BASIC orientato alle applicazioni matematiche, con un notevole insieme di istruzioni specializzate e la capacità di gestire numeri fino a 10100. In caso di spegnimento, che è anche automatico dopo un periodo di inattività, l'eventuale programma BASIC rimane in memoria fino alla sostituzione delle batterie, che hanno durata totale facilmente superiore alle 1000 ore. Il salvataggio permanente è possibile su cassetta collegando un registratore esterno tramite un'apposita interfaccia.